# Купишкіський район
Купишкіський район (лит. Kupiškio rajono savivaldybė) — муніципалітет районного рівня на північному сході Литви, що знаходиться у Паневежському повіті. Адміністративний центр — місто Купишкіс.

## Географія
Північно-західна частина району лежить у частині Мушос-Мемельської низовини, південно-західна — у Невежиській низавинні. Через східну частину району проходить височина Вєшінтяй, де розташована найвища точка району (137 м над рівнем моря, поблизу села Кіндеряй). Середня температура січня -5,7 °C, липня — 17,5 °C. Середня річна кількість опадів — 636 мм опадів.
Ліси охоплюють 27,1 % території району. Складаються, в основному, з берези (33,2 %), ялини (23,3 %), сосни (15,4 %). З природоохоронних територій є біосферний резерват ліс Шімоняй, 3 пам'ятки природи: дуб Буйвенай (ботанічна пам'ятка), оголення Стірнішкяй (геологічна) та джерело Вісгіунай (гідрогеологічна).

## Адміністративний поділ та населені пункти

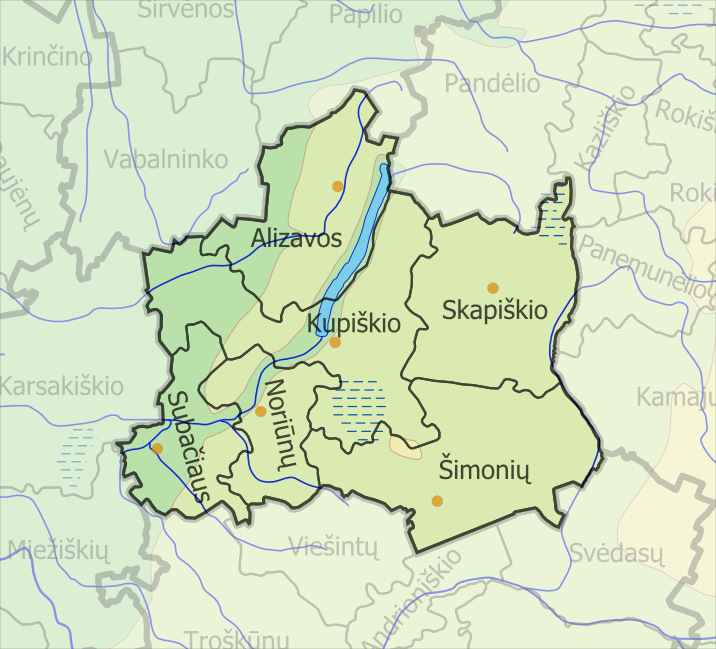
Староства Купишкіського району

Район включає 6 староств:
- Алізавське (лит. Alizavos seniūnija; Алізава)
- Купишкіське (лит. Kupiškio seniūnija; Купишкіс)
- Норюнайське (лит. Noriūnų seniūnija; Норюнай)
- Скапишкіське (лит. Skapiškio seniūnija; Скапишкіс)
- Субачюське (лит. Subačiaus seniūnija; Субачюс)
- Шимонське (лит. Šimonių seniūnija; Шимоніс)

Район містить 2 міста — Купишкіс та Субачюс;7 містечок — Алізава, Анташава, Палевіне, Саламестіс, Скапішкіс, Сенасіс-Субачюс та Шимоніс; 400 сіл.
Чисельність населення найбільших поселень (2001):
- Купишкіс — 8 451 осіб
- Субачюс — 1 180 осіб
- Норюнай — 1 176 осіб
- Шепета — 620 осіб
- Шимоніс — 505 осіб
- Скапішкіс — 496 осіб
- Рудиляй — 485 осіб
- Алізава — 450 осіб
- Аукштупенай — 388 осіб
- Адоміне — 328 осіб

## Населення
Згідно з переписом 2011 року в районі мешкало 20 251 осіб. Частка міського населення становила 40,6 %, 59,4 % мешкало в сільській місцевості.
| Динаміка населення з 1959 по 2017 |          |          |          |          |
| 1959пер.                          | 1970пер. | 1979пер. | 1989пер. | 2001пер. |
| 29 295                            | 27 189   | 26 099   | 25 676   | 24 628   |
| 2007                              | 2011пер. | 2012     | 2013     | 2014     |
| 23 443                            | 20 251   | 19 835   | 19 425   | 19 067   |
| 2017                              | -        | -        | -        | -        |
| 17 663                            | -        | -        | -        | -        |
| Гістограма динаміки населення     |          |          |          |          |

Етнічний склад:
- Литовці — 97,17 % (19677 осіб);
- Росіяни — 1,70 % (377 осіб);
- Поляки — 0,27 % (55 осіб);
- Українці — 0,19  % (39 осіб);
- Білоруси — 0,13 % (26 осіб);
- Інші — 0,54 % (110 осіб).

## Інфраструктура
Район має 16 сільських поштових відділень і 1 районне поштове відділення, 1 мотель, 29 навчальних закладів (4 дошкільні установи, 11 початкових шкіл, 3 середніх школи, 1 гімназія, школа мистецтва, фізкультури і спортивний центр, школа бізнесу, 37 закладів культури, 11 католицьких церков, 5 музеїв, 18 бібліотек, 39 пам'яток архітектури, 26 історичних пам'яток, 21 пам'ятка археології, 22 медичні установи.

## Відомі люди

### В районі народилися
- Йонас Антано Стасюнас — оперний співак, народний артист СРСР (1964)
- Вітаутас Рудокас (лит. Vytautas Rudokas; нар. 13 лютого 1928 — пом. 13 липня 2006) — литовський поет, журналіст та перекладач.